# Pink Pearl
Pink Pearl ist eine Apfelsorte, die 1944 von Albert Etter, einem Züchter aus Nordkalifornien, entwickelt wurde. Er ist ein Sämling von Surprise, einem anderen rosafarbener Apfel, der vermutlich ein Nachfahre von Malus niedzwetskyana ist.
Pink Pearl reift im späten August bis in die Mitte des Septembers. Er ist anfällig für Apfelschorf und die reife Frucht hält sich nicht lange am Baum. Der Apfel hat eine blässlich gelb-grüne Schale und ein rosa Fruchtfleisch. Der Geschmack ist süß-säuerlich.
Die heutige Sorte Pink Princess ist ein Nachkomme und wurde vom Züchter aus Ontario zunächst als Pink Lady bezeichnet. Dies ist aber ein geschützter Markenname für ausgewählte Früchte der Sorte Cripps Pink aus Australien, diese sind keine Nachkommen von Pink Pearl.